# Guava Jelly
«Guava Jelly» — песня, записанная Ямайской группой Bob Marley and The Wailers. Она была выпущен как 7-дюймовый виниловый лейблами Tuff Gong и Green Door Records, на оборотной стороне была помещена песня «Redder Then Red». «Guava Jelly» была написана и спродюсирована Бобом Марли, а также Банни Ливингстоном, который не был указан в авторских кредитах. Композиция была написана в жанре регги, как и большинство работ Марли, также можно услышать рокстеди. Песня была благосклонно рассмотрена несколькими рецензентами, причем многие из них рассматривали песню как песню о сексе и о любви. Группа выпустила «Guava Jelly» на нескольких сборниках, в том числе Africa Unite: The Singles Collection в 2005 году, а Оуэн Грей и Херби Мэнн создали свои собственные версии в 1974 и 1975 годах соответственно.
Американские исполнители Джонни Нэш и Барбра Стрейзанд также записали каверы на «Guava Jelly» и выпустили их в качестве коммерческих синглов в 1972 и 1974 годах соответственно. Версия Нэша была представлена на его одиннадцатом студийном альбоме I Can See Clearly Now (1972) и была выпущена на Ямайке и в Южной Африке в качестве четвёртого и последнего сингла альбома. Песня в исполнении Стрейзанд была включена в её шестнадцатый студийный альбом «ButterFly» (1974) и выпущена в качестве лид-сингла 16 декабря 1974 года. Песня получила неоднозначные отзывы критиков, поскольку некоторые считали, что её голос не подходит для музыки регги.